# لوست (الموسم 4)
بدأ عرض الموسم الرابع من مسلسل الدراما التشويقية الأمريكي (لوست) في 31 يناير 2008 واختتم في 29 مايو 2008، هذا الموسم من إنتاج شركتي ABC Studios وBad Robot Productions بالتعاون مع شركة Grass Skirt Productions، من المقرر بثه كالمواسم الثلاث السابقة على شبكة أي بي سي في الولايات المتحدة الأمريكية.

## القصة
تستكمل حلقات الموسم ال 14 (كانت مخططة على أن تكون 16، ولكنها بسبب إضراب نقابة الكاتبين 2008، تم تقصيرها إلى 13 حلقة ثم تم الإعلان لاحقاً أنها تم تمديدها إلى 14 حلقة وتم إظهار الحلقتان الأخيرتان مع بعض في نفس اليوم) قصة مجموعة من الأشخاص يزيد عددهم عن 40 والذين تقطعت بهم السبل على جزيرة نائية في جنوب المحيط الهادي بعد أن تحطمت طائرتهم قبل 93 يوماً من بداية الموسم الأول يوم 23 ديسمبر 2004، عندما تم الاعتداء عليهم من قبل جماعة من سكان الجزيرة المجهولين يدعونهم ب (الآخرون) ويحاولون الهرب من الجزيرة الغامضة.
من المعلوم أن الموسم الثالث للمسلسل قد انتهى بموت تشارلي أثناء تلقيه رسالة من محبوبة ديزموند «بنلوبي ويدمور» والتي أخبرته أنها لم تكن هي من أرسلت القارب الذي زعمت «نايومي» أنها أتت على متنه لإنقاذ ديزموند وأنهم قد عثروا على حطام الطائرة أوشيانيك 815 وأن جميع ركابها قد ماتوا. في حلقة النهاية نرى أيضاً أن كل من «جاك» و«كايت» بدوا وكأنهما قد غادرا الجزيرة، لكن ظل هذا هو آخر التصورات الغير مؤكدة التي تركها كُتاب المسلسل لختام الموسم الثالث.

## حلقات الموسم
| الموسم # | الحلقة # | العنوان                                    | إخراج          | كتابة                           | الشخصيات المركّز عليها                | تاريخ البث الأصلي |
| --- | -------- | ------------------------------------------ | -------------- | ------------------------------- | ------------------------------------ | ----------------- |
| 70 | 1        | «بداية النهاية»                            | جاك بيندر      | دامون لينديلوف وكارلتون كيوز    | هورلي                                | 31 يناير، 2008    |
| بعد أن عرف الجميع رسالة شارلي الأخيرة، بدأ جزء من الناجين بالتساؤل إذا كان بالإمكان الوثوق بنايومي أم لا مما أدى إلى انقسام الناجين إلى فريقين. |          |                                            |                |                                 |                                      |                   |
| 71 | 2        | «تأكيد موت»                                | ستيفين ويليامز | درو غودارد وبرايان ك. فون       | دانييل، مايلز، شارلوت، فرانك ونايومي | 7 فبراير، 2008    |
| الضائعون يلتقون بجماعة نايومي ويبدأون بالشك بهم |          |                                            |                |                                 |                                      |                   |
| 72 | 3        | «الاقتصادي»                                | جاك بيندر      | إدوارد كيتسيس وآدم خورويتز      | سعيد                                 | 14 فبراير، 2008   |
| سعيد وكايت يحاولون التفوض مع لوك حول رهينته، التي يمكن أن تساعدهم لأن يصلوا خارج الجزيرة. |          |                                            |                |                                 |                                      |                   |
| 73 | 4        | «قرية البيض»                               | ستيفين ويليامز | إليزابيث سارنوف وغريغوري نيشونز | كيت أوستن                            | 21 فبراير، 2008   |
| حاجة كيت لاستخراج المعلومات من الرهينة قد تصبح خطراً على علاقتها مع سوير ولوك. |          |                                            |                |                                 |                                      |                   |
| 74 | 5        | «الثابت»                                   | جاك بيندر      | كارلتون كيوس ودامون ليندولف     | ديزموند                              | 28 فبراير، 2008   |
| يتعرض سعيد وديزموند لبعض المطبات الهوائية على الطريق إلى السفينة، مما يؤدي إلى حصول أعراض غير متوقعة في ديزموند. في لقطات من السفر عبر الزمن، نرى ديزموند في الجيش البريطاني.                                                                                                 |          |                                            |                |                                 |                                      |                   |
| 75 | 6        | «المرأة الأخرى»                            | إيريك لانيوفيل | درو غودارد وكريستينا م. كيم     | جولييت                               | 6 مارس، 2008      |
| جولييت تستلم زيارة غير مرحب بها من شخص من ماضيها وتؤمر باللحاق بشارلوت وفاراداي لإيقافهم من تحقيق مهمتهم - بأي طريقة مهما كانت. في هذه الأثناء، بين يقدم صفقة للوك. نرى في الذكريات علاقة جولييت مع غودوين، هاربر، وبين.                                                      |          |                                            |                |                                 |                                      |                   |
| 76 | 7        | «جي يوون»                                  | ستيفين سيميل   | إدوارد كيتسيس وآدم هوروويتز     | سون وجن                              | 13 مارس، 2008     |
| تُجبر جولييت على إفشاء حقيقة معينة لجن عندما تقوم سن بالتهديد بالذهاب إلى مخيم لوك. في هذه الأثناء، يبدأ سعيد وديزموند بالحصول عن فكرة عن نوعية مهمة أصحاب السفينة عندما يلتقون بكابتن السفينة. في الرؤيا، نرى أن جن يجب أن يكمل مهمة تتعلق بالولادة وأن سن على وشك وضع طفلها. |          |                                            |                |                                 |                                      |                   |
| 77 | 8        | «لقاء كيفين جونسون»                        | ستيفين ويليامز | إليزابيث سارنوف وبرايان ك. فون  | مايكل                                | 20 مارس، 2008     |
| سعيد يلتقي بعميل بن على السفينة، وبن يحذر أليكس على الهروب من المخيم لكي تنجو من هجوم محتم. في رؤيا الذكريات، نرى ما فعل مايكل منذ تركه الجزيرة لحين عودته على السفينة. |          |                                            |                |                                 |                                      |                   |
| 78 | 9        | «شكل الأشياء القادمة»                      | جاك بيندر      | برايان ك. فون ودرو غودارد       | بين                                  | 24 أبريل، 2008    |
| يتم الهجوم على مخيم لوك، وجاك يحاول إيجاد هوية جثة شخص ظهر على الشاطئ. في الرؤيا، يقوم بن بتوظيف سعيد كقاتل مأجور ويقوم بمقابلة تشارلز ويدمور. |          |                                            |                |                                 |                                      |                   |
| 79 | 10       | «شيء لطيف في الوطن»                        | ستيفين ويليامز | إدوارد كيتسيس وآدم هورويتس      | جاك                                  | 1 مايو، 2008      |
| عندما تستاء حالة جاك الصحية، يجب على كيت وجولييت أن يتعلما كيفية العمل مع بعض لإنقاذه؛ وتحدث مشكلة عندما يستمر سوير وكلير وآرون ومايلز برحلتهم من مخيم لوك إلى الشاطئ |          |                                            |                |                                 |                                      |                   |
| 80 | 11       | «حمى الحجرة»                               | بول إدواردز    | إليزابيث سارنوف وكايل بينينغتون | لوك                                  | 8 مايو، 2008      |
| يتعرف لوك على مكان كابينة جاكوب، وتصبح الحياة على السفينة في مأزق. الرؤيا تظهر طفولة لوك |          |                                            |                |                                 |                                      |                   |
| 81 | 12       | «لا مكان مثل الوطن الجزء الأول»            | ستيفين ويليامز | دامون ليندولف وكارلتون كيوز     | كيت، سعيد، سن، هورلي، جاك            | 15 مايو، 2008     |
| يحاول الناجون أن يهربوا من الجزيرة، و"بن" يقوم بتنفيذ خطة لمواجهة المرتزقة من سفينة "كاهانا". تظهر الرؤيا المستقبلية ما يفعله الأوشيانك 6 حال وصولهم لبيوتهم. |          |                                            |                |                                 |                                      |                   |
| 82/83 | 13/14    | «لا مكان مثل البيت الجزئين الثاني والثالث» | جاك بيندر      | دامون ليندولف وكارلتون كيوز     | كيت، سعيد، سن، هورلي، جاك            | 29 مايو، 2008     |
| جاك، كيت، سعيد، هورلي، سون، آرون، ديزموند، وفرانك لابيدس يهربون من الجزيرة، في حين ينجح بين ولوك بتحريك الجزيرة. في الرؤيا المستقبلية، نرى أن الأوشيانك 6 ووالت ينفعلون من جرّاء زيارة شخص اسمه جيريمي بينثام ، الذي يبدو أن له ارتباط بهم.                                    |          |                                            |                |                                 |                                      |                   |

## الحلقات المفصلة
| #     | اسم الحلقة (أنجليزي) | رؤيا ذكريات                          |
| ----- | --- | ------------------------------------ |
| 1     | The Beginning of the Endالحلقة 1 "بداية النهاية" هورلي بعد تَلقي رسالةِ تشارلي النهائية، قسم من الباقون على قيد الحياة يبدءون بالتساؤل إذا كان يتوجب عليهم أَنْ يَأتمنوا شركاءَ نعومي أَو لا ويَنتهوا بالانقسام مِنْ النصف الآخرِ. في (ومضات نحو المستقبل) هورلي يُزارُ مِن قِبل ناسِ غير متوقّعينِ. | هيوغو"هيرلي"رايس                     |
| 2     | Confirmed Dead الحلقة 2 "تأكّد موتهم" دانيال، مايلز، شارلوت، فرانك ونعومي الناجون على قيد الحياة يَجتمعونَ ويُصبحونَ مرتابين من شركاءِ نعومي (مايلز، فرانك، دانيال، وشارلوت). في الارتجاعِ نَرى أجزاءَ غامضةَ مِنْ حياتِهم على الجزيرةِ. | دانيال، مايلز، شارلوت، فرانك، نايومي |
| 3     | The Economistالحلقة 3 "الاقتصادي" سعيد يتفاوض سعيد وكايت على رهينةِ لوك، الذي قَدْ يَكُون قادراً على مُسَاعَدَتهم للخروج الجزيرةِ. في (ومضات نحو المستقبل) سعيد لديه عمل خطرو رئيس مفاجئ في العمل. | سعيد جراح                            |
| 4     | Eggtownالحلقة 4"بلدة البيض" كايت حاجة كايت لانتزاع المعلوماتِ مِنْ الرهينةِ يُهدّدُ بتَعْرِيض عِلاقاتِها للخطر مَع لوك وسوير. في (ومضات نحو المستقبل)، كايت تُرْفَعُ للمحاكمةِ. | كايت أستون                           |
| 5     | The Constanالحلقة 5 "المعامل الثابت" ديزموند سعيد وديزموند تواجههم قليلاً من الخلافات أثناء طريقهم إلى (الشاحنِ)، والتي تَجْعل ديزموند يواجه بَعْض الآثار الجانبية الغير متوقّعةِ.في الومضات نحو الماضي بمرور الوقت، يَعُودُ ديزموند إلى حياتِه في الجيشِ. | ديزموند هيوم                         |
| 6     | The Other Womanالحلقة 6 "المرأة الأخرى" جولييت تستقبل جوليت زيارة غير مرغوب فيها مِنْ شخص ما مِنْ ماضيها ويطلب منها اقتفاء أثر شارلوت وفاراداي لكي يَمْنعَهم من إكْمال مهمّتِهم بكل الوسائل الضرورية. في هذه الأثناء، يَعْرضُ بن لـ (لوك)صفقة مُغرية. في الارتجاعِ، نَرى عِلاقة جوليت مَع (غودوين)، (هاربر) ومع (بن).                                                                                    | جولييت بارك                          |
| 7     | Ji Yeonالحلقة 7 "Ji Yeon" سان وجين جوليت تُجبَرُ لكَشْف بَعْض الأخبارِ المروعة إلى جين عندما سان تُهدّدُ بالانتقال إلى معسكرِ لوك. في هذه الأثناء، سعيد وديزموند يَبْدآنِ بتَكوين فكرةَ عن مهمّةِ طاقمِ الشاحنَ عندما يُقابلونَ قائدَ السفينةَ. في (ومضات نحو المستقبل)، جين يَجِبُ أَنْ يُكملَ مهمّة أمومية وسان تدخل في المخاض.                                                                                       | جن كوون وسن كوون                     |
| 8     | Meet Kevin Johnsonالحلقة 8 "لقاء كيفين جونسن" مايكل يُواجهُ سعيد جاسوس بن في الشاحنِ، ويَحْثُّ بن ابنته آليكس للهُرُوب من معسكرِ لوك لكي تَنجوَ من هجومِ وشيكِ.يعرض الارتجاع مايكل عندما غادر الجزيرة وما الذي كان يفعله منذ أن غادرها وعاد إليها من جديد إلى الشاحن. | مايكل داوسون                         |
| 9     | The Shape of Things to Comeالحلقة 9 "شكل الأحداث التالية" بن يتعرض معسكرُ لوك إلى هجومِ، وجاك يُحاولُ اكتشاف هويةِ الجسم الذي غَمر على اليابسة. في ومضات نحو المستقبل، يُجنّدُ بن سعيد كقاتل له ويُتحدى (تشارلز ويدمور). | بنجامين"بين"لاينس                    |
| 10    | Someting Nice Back Homeالحلقة 10 "شيء لطيف رجع إلى أهله" جاك عندما تتعرض صحة جاك للخطر، كايت وجوليت يَجِبُ أَنْ تتعلّما العَمَل سوية لإنقاذَه؛ وشيء سيء يحدث لسوير. كلير، هارون ومايلز ويواصلون رحلتهم بعيداً عن معسكرِ لوك ويعُودُون إلى الشاطئَ. في ومضات نحو المستقبل، يَبْدأُ جاك بفَقْدان سلامةِ عقله، ويَستلمُ رسالةً مرعبة مِنْ هورلي، وعلاقته مَع كايت تَبْدأُ بالتَفَكُّك.                                     | كيت أوستن                            |
| 11    | Cabin Feverالحلقة 11"حُمَّى الحجرةِ"لوك يُصبحُ لوك مُطّلعاً بعد أن يعلم مكانِ حجرةِ يعقوب، والحياة على متن الشاحنَ تصبحُ خطرَة. في الارتجاعِ، لوك يُقابلُ (ريتشارد آلبيرت) وبَعْد أنْ أصبح مشلولاً، يُقابل (ماثيو عبدون). | جون لوك                              |
| 12    | There’s No Place Like Home,Part 1الحلقة 12 "ليس هناك مكان مثل البيتِ: الجزء الأول" الـ (أوشيانك الستة) يُحاولُ الباقون على قيد الحياةُ بيأس الهروبَ مِنْ الجزيرةِ وبن يعمل خطة لمُوَاجَهَة المرتزقةِ مِنْ كاهانا. يعود الآخرين، تحت قيادة (ريتشارد آلبيرت) المُعمّر الذي لا يشيخ أبداً، الذي أَخذَ كايت وسعيد كرهائن. يعرض في ومضات نحو المستقبل الأعمال الأولى للـ (أوشيانك) الستة بعد إرْجاعهم إلى البيتِ. | جاك، كيت، سعيد، سن، هورلي            |
| 13/14 | There’s No Place Like Home,Parts 2 & 3الحلقة13و14 والأخيرة "ليس هناك مكان مثل البيتِ: الجزء الثاني والثالث" الـ (أوشيانك الستة) حلقة نهاية الموسم (ساعتان) تستمر المواجهة بين الباقون على قيد الحياةِ وسكان الشاحنَ، والـ (أوشيانك) الستّة يجدون أنفسهم يقتربون خطوة من الإنقاذ من الجزيرة.                                                                                                | جاك، كيت، سعيد، سن، هورلي            |